# Modus vivendi
Modus vivendi è una  locuzione latina il cui significato letterale è modo di vivere. Il suo uso è attestato per la prima volta in Cicerone (De re publica, I, 34)

## Diritto internazionale
Nel diritto internazionale il modus vivendi è un accordo che due Stati usano concludere per definire una questione apertasi nel sistema delle loro relazioni internazionali, e per eliminare così quel turbamento che ne può derivare per la loro amichevole coesistenza e fiduciosa cooperazione. 

### Caratteri
Plurimi sono quindi i caratteri di un tale accordo; in primo luogo la specificità del tema, concentrato in una questione particolare e circoscritta; inoltre, la tendenziale provvisorietà di esso, non potendo le Parti contraenti non tendere ad un accordo più ampio e durevole; infine, la reputata urgenza che spesso riveste la conclusione dell'accordo stesso. 
Pur essendo, nei riguardi giuridico-diplomatici, accordo internazionale vero e proprio, il modus vivendi può presentare, per i suoi stessi caratteri, alcune peculiarità differenziali dai solenni trattati. Di solito, non reca la clausola che ne prevede la ratifica e tende ad entrare immediatamente in vigore. 

## Uso corrente
Anche nel linguaggio corrente modus vivendi può essere adoperato per alludere a un accordo provvisorio, spesso non formalizzato: per esempio, due persone che ufficialmente hanno interrotto i loro rapporti, ma che devono in qualche modo convivere, hanno stabilito un modus vivendi.
In altri casi l'espressione può essere utilizzata nel senso letterale di "modo di vivere" o "stile di vita". In questa accezione è sinonimo dell'inglese way of life.